# 수감

나라별 인구 100,000 명당 감옥에 갇힌 죄수 숫자

수감(收監)은 사람, 특히 죄수나 혐의자를 감옥에 가두는 것을 말한다. 현대의 감옥은 구치소나 교도소 등을 말한다. 죄수의 신체적인 자유를 박탈하는 자유형 형벌로써 대표적인 것으로는 징역형과 금고형이 있다.

## 징역
징역은 복역하면서 강제노역을 하는 것을 말한다.

## 금고
금고형은 징역과 달리 복역하면서 노동을 하지 않는다.

## 구류
구류는 1일 이상 30일 미만 동안 교도소나 경찰서 유치장에 가두어 두는 형벌로 자유형 가운데 가장 경한 형벌이다. 주로 경범죄에 과하게 된다.

## 국가별 수감 비율

### 대한민국
대한민국은 인구 10만 명 당 수감인원은 96명으로 세계 152 위이다.

### 미국
미국은 세계인구의 5%를 차지하면서 전 세계 수감 인원의 25%를 갖고 있고, 인구 10만 명 당 수감 인원은 730명으로 세계 1위다.

## 같이 보기
- 체포
- 구금
- 구속
- 재산형
  - 벌금
  - 과료
  - 몰수
- 명예형
  - 자격정지
  - 자격상실
- 신체형
  - 태형
- 사형